# محوطه حسن‌آباد
محوطه حسن‌آباد مربوط به دوران‌های تاریخی پس از اسلام است و در شهرستان آبیک، روستای زرچه بستان واقع شده و این اثر در تاریخ ۲۵ اسفند ۱۳۸۰ با شمارهٔ ثبت ۵۶۰۵ به‌عنوان یکی از آثار ملی ایران به ثبت رسیده است.